# Carl Bosch
Carl Bosch (ur. 27 sierpnia 1874 w Kolonii, zm. 26 kwietnia 1940 w Heidelbergu) – niemiecki inżynier-chemik, przemysłowiec, specjalista w zakresie aparatury przemysłowej, jeden z twórców nowoczesnego przemysłu chemicznego w Niemczech, prezes BASF i IG Farben. Wykonywał prace badawcze nad syntezą amoniaku (metoda Habera i Boscha) i uwodornianiem węgla. W roku 1931 otrzymał Nagrodę Nobla w dziedzinie chemii, wraz z Friedrichem Bergiusem, za wkład w wynalezienie i rozwój chemicznych procesów wysokociśnieniowych.

## Życiorys

### Dzieciństwo i młodość
Urodził się w Kolonii, gdzie jego ojciec, Carl Bosch senior, prowadził firmę instalatorską (instalacje wodno-kanalizacyjne i gazowe). Stryj, Robert Bosch, zajmował się problemami konstrukcji świec zapłonowych. Prawdopodobnie rodzina ukierunkowała rozwój naukowo-technicznych zainteresowań Carla Boscha juniora. Po ukończeniu szkoły średniej podjął pracę w warsztacie mechanicznym jako metalowiec – w roku 1893 odbywał praktykę zawodową w Hucie Maria w Chocianowie (Marienhűtte Kotzenau). W latach 1894–1896 studiował metalurgię i inżynierię mechaniczną (według części źródeł – chemię) w Królewskiej Politechnice Berlińskiej w Charlottenburgu, a następnie przeniósł się na Uniwersytet w Lipsku. W latach 1896–1898 wykonał w Lipsku pracę doktorską w dziedzinie chemii pod kierunkiem Johannesa Wislicenusa (chemik-organik, współtwórca stechiometrii, autor pojęcia „izomeria geometryczna”), uzyskując doktorat w roku 1898.

### Lata 1899–1919
W roku 1899 został zatrudniony w BASF (Badische Anilin- und Sodafabrik) (według części źródeł – w roku 1914). W firmie zajmował się problemami z zakresu technologii chemicznej oraz projektowaniem i budową aparatury przemysłowej.
W czasie I wojny światowej koncentrował się na zagadnieniach przemysłu azotowego, starając się rozwiązać problem zapotrzebowania na kwas azotowy, wykorzystywany do produkcji materiałów wybuchowych i nawozów azotowych. Współpracował z Fritzem Haberem w czasie wdrażania technologii syntezy amoniaku, opracowanej przez Habera w skali laboratoryjnej. W roku 1908 uruchomiono w Niemczech pierwszą instalację półtechniczną. Produkcję NH3 metodą Habera-Boscha w pełnej skali przemysłowej rozpoczęto w roku 1913 w nowym zakładzie Leuna-Werke, wybudowanym przez BASF. Od roku 1916 Bosch był członkiem zarządu tej spółki, a od roku 1919 – jej prezesem.
W tymże roku uczestniczył w przygotowywaniach traktatu wersalskiego, kończącego I wojnę światową. Pełnił funkcję eksperta w czasie wstępnych rozmów dotyczących przemysłu, m.in. z przedstawicielami francuskiego przemysłu chemicznego na temat ekonomicznych konsekwencji traktatu dla zakładów w Niemczech.

### Lata 1920–1940
Po zakończeniu wojny Carl Bosch odegrał ważną rolę w tworzeniu spółki akcyjnej IG Farben AG (niem. Interessen-Gemeinschaft Farbenindustrie Aktiengesellschaft, pol. Wspólnota Interesów Przemysłu Farbiarskiego SA, rok 1925). Był członkiem zarządu IG Farben, a następnie – od roku 1935 – prezesem tej spółki. Przyczynił się do rozwoju m.in. zakładów przemysłowych wytwarzających benzynę syntetyczną metodą Bergiusa.
W roku 1931 otrzymał – wraz z Friedrichem Bergiusem – Nagrodę Nobla w dziedzinie chemii za osiągnięcia w zakresie rozwoju wysokociśnieniowych procesów technologicznych. Był jednym z nielicznych laureatów nagrodzonych za działalność przemysłową. W czasie ceremonii wręczania Nagród wygłosił wykład na temat: The Development of the Chemical High Pressure Method During the Establishment of the New Ammonia Industry.
Poza pracą w BASF i IG Farben Carl Bosch prowadził badania i wykłady na Uniwersytecie w Heidelbergu (odbierał Nagrodę Nobla będąc afiliowanym przez ten Uniwersytet i IG Farben). W roku 1937 zastąpił Maxa Plancka na stanowisku prezesa Kaiser-Wilhelm-Gesellschaft; pełnił tę funkcję w latach 1937–1940.

## Poglądy polityczne

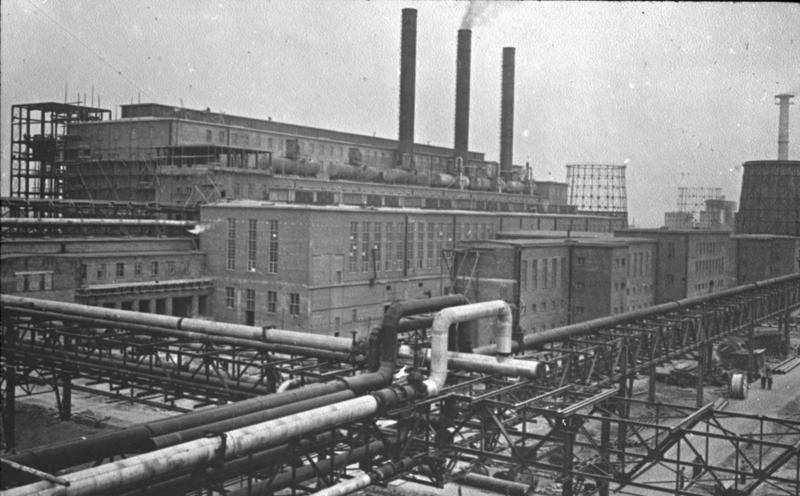
Zakłady IG Farben w Oświęcimiu (1941)

W okresie Republiki Weimarskiej Carl Bosch był członkiem Niemieckiej Partii Demokratycznej. Nie miał jednoznacznych poglądów politycznych: zdecydowanie krytykował antysemityzm narodowych socjalistów, jednak korzystał z profitów, wynikających z nazistowskich zamówień w IG Farben.

## Wyróżnienia
Poza Nagrodą Nobla w dziedzinie chemii w roku 1931 Carl Bosch otrzymał m.in.:
- Liebig-Denkmünze(inne języki) od Stowarzyszenia Chemików Niemieckich (Gesellschaft Deutscher Chemiker(inne języki)),
- Bunsen-Denkmünze od Deutsche Bunsen-Gesellschaft für Physikalische Chemie(inne języki),
- Werner-von-Siemens-Ring(inne języki) (zob. Werner von Siemens),
- Grashof-Denkmünze od Verein Deutscher Ingenieure (VDI),
- Wilhelm-Exner-Medaille(inne języki) od Wilhelm-Exner-Stiftung,
- Carl-Lueg-Denkmünze od Stowarzyszenia Metalurgów Niemieckich.

Był członkiem licznych niemieckich i zagranicznych towarzystw naukowych i prezesem Kaiser-Wilhelm-Gesellschaft (od roku 1937).

## Upamiętnienie
Imię Carla Boscha i Fritza Habera nadano metodzie przemysłowej produkcji amoniaku z azotu i wodoru, której opracowanie jest uznawane za jedno z najważniejszych osiągnięć technologii chemicznej XX wieku. Znajduje to wyraz w tempie wzrostu produkcji NH3, porównywanym np. z eksplozją rozwoju robotyki.
Jednym z dowodów pamięci o zasługach Boscha jest poświęcone mu muzeum w Heidelbergu, otwarte w maju 1998 roku. Zarząd BASF – obecnie firmy o międzynarodowym zasięgu – mieści się nadal w Ludwigshafen am Rhein, przy Carl-Bosch-Straße.

## Życie prywatne
W roku 1902 Carl Bosch poślubił Else Schilback. Mieli syna i córkę. Poświęcał czas na ustawiczne pogłębianie wiedzy, był zapalonym kolekcjonerem minerałów, kamieni szlachetnych, motyli i chrząszczy.